# Dentaspis gibber
Dentaspis gibber är en insektsart som först beskrevs av Hall 1929.  Dentaspis gibber ingår i släktet Dentaspis och familjen pansarsköldlöss.
Artens utbredningsområde är Zimbabwe. Inga underarter finns listade i Catalogue of Life.